# Witborstwaaierstaart
De witborstwaaierstaart (Rhipidura leucothorax) is een zangvogel uit de familie Rhipiduridae (waaierstaarten).

## Verspreiding en leefgebied
Deze soort is endemisch in Nieuw-Guinea en telt twee ondersoorten:
- R. l. leucothorax: van westelijk tot oostelijk-centraal Nieuw-Guinea.
- R. l. episcopalis: oostelijk Nieuw-Guinea.

## Status
De grootte van de populatie is niet gekwantificeerd maar de soort wordt omschreven als doorgaans schaars maar plaatselijk soms algemeen tot zeer algemeen. Op de Rode lijst van de IUCN heeft deze soort de status niet bedreigd.